# Saint-Junien-les-Combes
Saint-Junien-les-Combes ist eine französische Gemeinde in der Region Nouvelle-Aquitaine, im Département Haute-Vienne, im Arrondissement Bellac und im Kanton Bellac. Sie grenzt im Nordwesten an Bellac, im Norden an Blanzac, im Nordosten an Rancon, im Osten an Saint-Pardoux-le-Lac mit Roussac und im Süden sowie im Westen an Berneuil.

## Bevölkerungsentwicklung
| Jahr      | 1962 | 1968 | 1975 | 1982 | 1990 | 1999 | 2008 | 2013 |
| --------- | ---- | ---- | ---- | ---- | ---- | ---- | ---- | ---- |
| Einwohner | 404  | 310  | 282  | 247  | 215  | 215  | 194  | 174  |

## Sehenswürdigkeiten
- Kirche Saint-Junien
- Pfarrhaus
- Schloss Sannat aus dem 18. Jahrhundert